# Col Akamina
Le col Akamina (anglais : Akamina Pass) est un col de montagne situé dans le chaînon Clark (montagnes Rocheuses) à la frontière de l'Alberta et de la Colombie-Britannique. Celui-ci est aussi situé à la limite entre le parc provincial Akamina-Kishinena et le parc national des Lacs-Waterton.

## Toponymie
Il y aurait deux origines possibles au toponyme Akamina.  La première signifierait « hautes terres en gradins » et proviendrait de l'amérindien. Celui-ci ferait référence aux montagnes entre le col Akamina et le col South Kootenay.  La seconde explication est qu'il proviendrait du kootenay et qu'il signifierait « petit ruisseau »,.